# Onjeschwedde

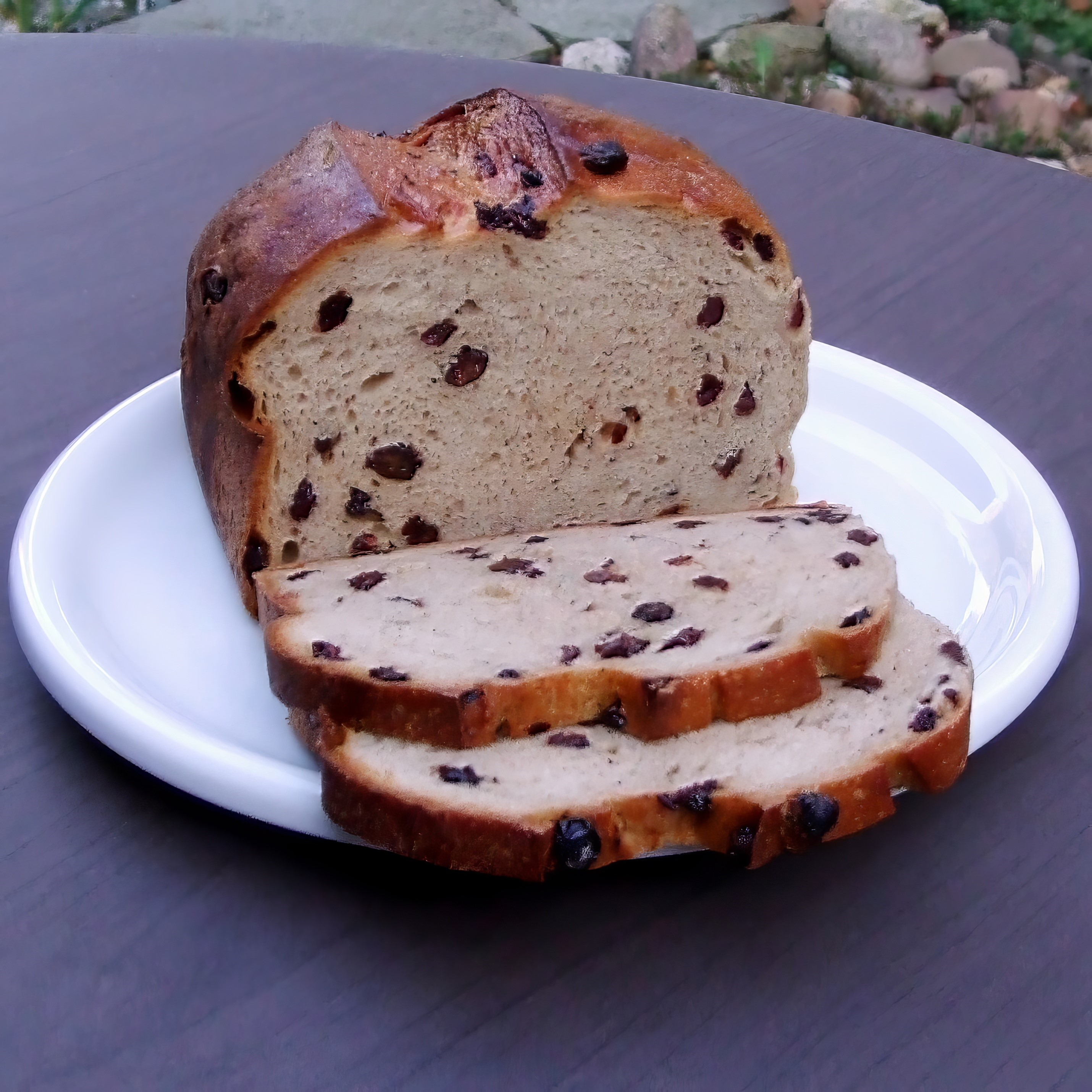
Onjeschwedde

Onjeschwedde, seltener Ongeschwedde, ist eine Brotspezialität aus Mönchengladbach, genauer zugeordnet aus den Stadtteilen Rheydt, Wickrath und Odenkirchen. Es handelt sich um ein süßes Mischbrot mit Korinthen und Anis. Der Name Onjeschwedde (ungeschwitzt) bezieht sich darauf, dass das Brot mit Mehl aus frisch geerntetem Roggen gebacken wird. Das Mehl ist dann feuchter als wenn es aus abgelagertem Getreide gemahlen wird, das einen Großteil der Feuchtigkeit bereits ausgeschwitzt hat. Daher wird es meist im Hoch- bis Spätsommer nach der Ernte gebacken und ist nur für einen Zeitraum von fünf bis sechs Wochen erhältlich.
Typische Brotbeläge für Onjeschwedde sind Leberwurst, Apfelmus, Rübenkraut, Gouda oder nur Butter.